# Junta governativa catarinense de 1889
A Junta governativa catarinense de 1889 foi um triunvirato organizado pelos associados do Clube Republicano do Desterro e pelos oficiais da Guarnição Militar, formada por:
- Raulino Horn, farmacêutico, presidente do Clube Republicano Esteves Júnior
- João Batista do Rego Barros Cavalcanti de Albuquerque, coronel, comandante da guarnição militar
- Alexandre Marcelino Bayma, médico da guarnição militar.

A Junta Governativa assumiu pacificamente o governo do estado em 17 de novembro, permanecendo no cargo até 2 de dezembro de 1889.
A data de 17 de novembro de 1889 está estampada no escudo localizado no peito da águia da bandeira do estado de Santa Catarina, lembrando a data de implantação da república no estado.